# Aquara
Aquara é uma comuna italiana da região da Campania, província de Salerno, com cerca de 1.799 habitantes. Estende-se por uma área de 32 km², tendo uma densidade populacional de 56 hab/km².

## Geografia
Aquara se encontra em uma colina cuja altura máxima é de cerca de 770 metros, circundada pelos Montes Alburni.  Faz fronteira com Bellosguardo, Castel San Lorenzo, Castelcivita, Felitto, Ottati, Roccadaspide. De Aquara, é possível admirar um vasto panorama, incluindo a ilha de Capri e a região litorânea.

## Demografia
| Variação demográfica do município entre 1861 e 2011                               |
|                                                                                   |
| Fonte: Istituto Nazionale di Statistica (ISTAT) - Elaboração gráfica da Wikipedia |

## Economia
Aquara é uma comuna essencialmente agrícola, com destaque à produção de óleo e vinho. Por causa dessa característica recebe o título, em italiano, de "paese dell'olio e del vino".

## Festas Religiosas
28 de julho - San Lucido
16 de agosto - San Rocco
12 de setembro - Madonna Del Piano

## Evolução demográfica
A população de Aquara atingiu um pico de 3100 habitantes na década de 1950, que foi seguido por uma diminuição causada pelas contínuas emigrações. Atualmente, a população gira em torno de 1800 habitantes.

## Administração política
O atual prefeito de Aquara é Antonio Marino, eleito em 10 de junho de 2018.